# Rigoberto Urán
Rigoberto Urán Urán (Urrao, 26 gennaio 1987) è un ex ciclista su strada colombiano.
Scalatore, professionista dal 2006 al 2024, ha vinto due tappe al Giro d'Italia (che ha concluso due volte sul podio), una al Tour de France (terminato sul podio una volta) ed una alla Vuelta a España; ha conquistato inoltre la classifica giovani al Giro d'Italia 2012 e la medaglia d'argento in linea ai Giochi olimpici di Londra dello stesso anno

## Carriera

### Gli esordi e il debutto da professionista
Nativo del Dipartimento di Antioquia, proveniente da una famiglia povera, crebbe in un pueblo a 1800 metri di altitudine. Cominciò a gareggiare nel 2001, a 14 anni, dopo che lo zio gli aveva regalato una bicicletta; tre mesi dopo la prima vittoria, però, perse il padre, ucciso accidentalmente in una sparatoria tra narcotrafficanti. Continuò il lavoro paterno, la vendita di biglietti della lotteria, poi si dedicò con profitto al ciclismo: tra gli juniores ottenne moltissimi successi, tra cui numerosi titoli nazionali e cinque medaglie su pista ai Giochi panamericani.
Nel 2006, appena diciannovenne, si trasferì in Italia per correre nella categoria professionisti con la Tenax-Salmilano, squadra diretta da Fabio Bordonali. Al primo anno partecipò ad alcune semi-classiche in Belgio e a diverse prove del calendario italiano, tra cui il Giro del Lazio e il Giro del Piemonte, oltre al campionato del mondo Under-23 a Salisburgo.

### 2007-2010: gli anni alla Unibet e alla Caisse d'Epargne

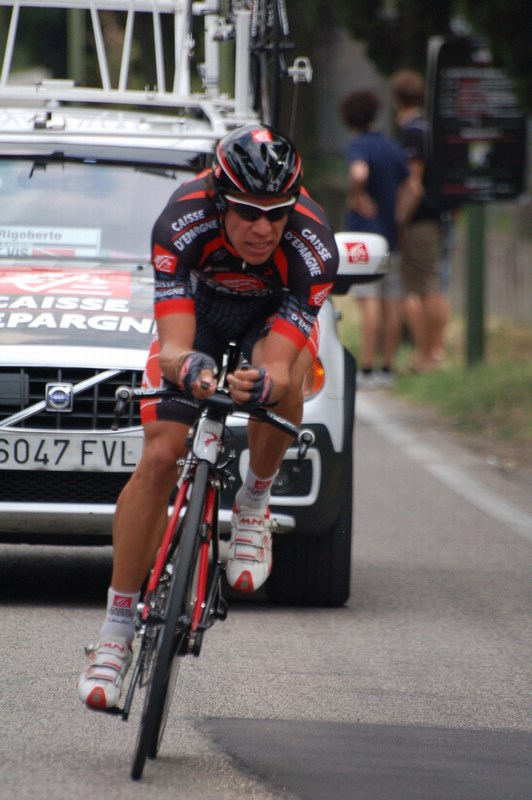
Urán in azione al Giro d'Italia 2010.

Nell'ottobre 2006 firmò un contratto triennale per il team belga (con licenza ProTour per il 2007) Unibet.com: nella stagione subito seguente ottenne i primi successi da pro, una tappa a cronometro alla Euskal Bizikleta e l'ottava frazione, quella tra Innertkirchen e Schwarzsee, al Giro di Svizzera. Al Deutschland Tour, in agosto, fu invece vittima di una grave caduta nella quale si fratturò entrambi i gomiti e il polso destro: ritornò agli allenamenti nel febbraio successivo, sei mesi dopo l'incidente. Si era intanto accasato alla Caisse d'Epargne, formazione spagnola, dopo aver siglato un biennale nel novembre del 2007.
Nel corso della stagione 2008 ottenne il secondo posto nella Volta Ciclista a Catalunya e il terzo al Giro di Lombardia, una delle classiche monumento; in estate, in rappresentanza del suo paese, partecipò, pur non concludendola, alla prova su strada dei Giochi olimpici di Pechino. Nel 2009 corse per la prima volta il Tour de France, chiudendo 52º nella classifica finale; l'anno dopo prese il via sia al Giro d'Italia, ove fu settimo nella cronoscalata di Plan de Corones, che alla Vuelta a España, durante la quale fu per due volte piazzato nei primi dieci di tappa; i risultati migliori arrivarono però al Giro di Svizzera in giugno, con i due secondi posti nelle tappe di Schwarzenburg e La Punt Chamues-ch e il settimo posto finale.

### 2011-2013: l'argento olimpico e il podio al Giro d'Italia con Sky

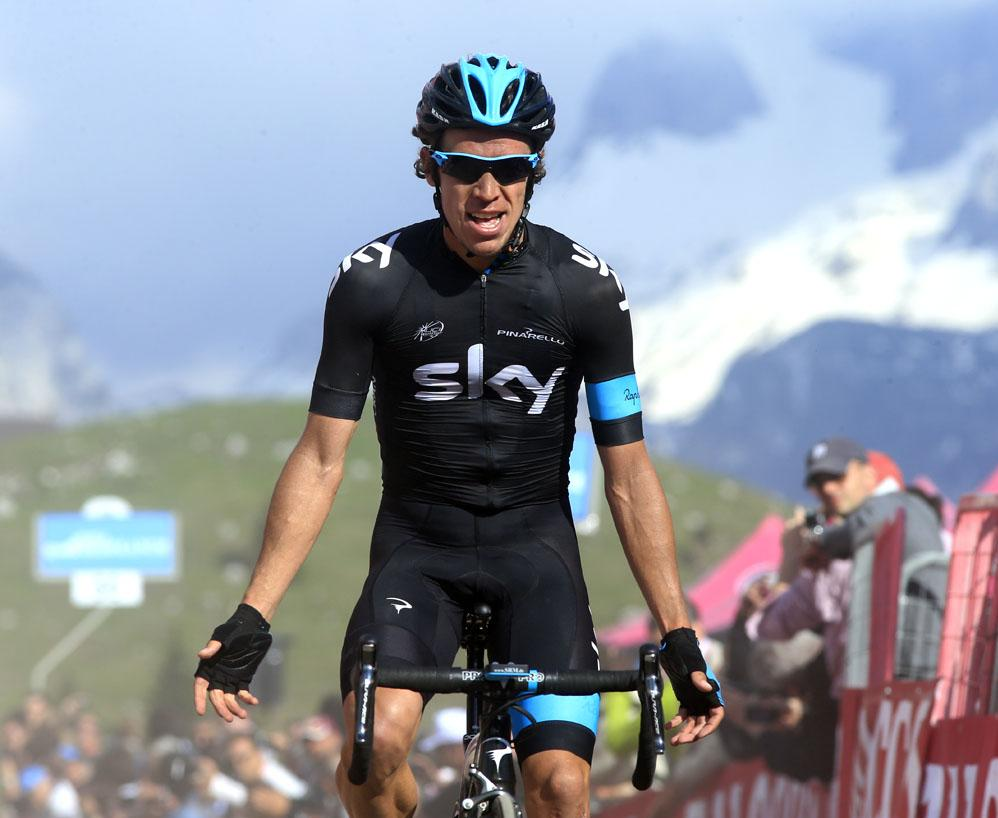
Rigoberto Urán vincitore della decima tappa al Giro d'Italia 2013.

Nel 2011 va a vestire la divisa del team britannico Sky: nella prima stagione con la nuova squadra ottiene due quinti posti di rilievo, alla Volta Ciclista a Catalunya (poi quarto per la squalifica di Contador) e alla Liegi-Bastogne-Liegi. In luglio partecipa al Tour de France, vestendo per quattro giorni, dalla quattordicesima alla diciassettesima tappa, la maglia bianca di miglior giovane: concluderà la corsa al 24º posto (poi 23º per la squalifica di Contador). Nel finale di stagione si piazza invece terzo al Grand Prix Cycliste de Québec e al Giro dell'Emilia.
Nel 2012, sempre in maglia Sky, si aggiudica una tappa alla Volta Ciclista a Catalunya, chiudendo la corsa al quinto posto. È poi l'uomo di classifica della sua squadra al Giro d'Italia, dove arriva settimo in graduatoria generale, aggiudicandosi la maglia bianca di miglior giovane. Nello stesso anno, in occasione dei Giochi olimpici di Londra partecipa alla prova in linea indovinando la fuga decisiva insieme ad Aleksandr Vinokurov: in volata il kazako lo batte, ma Urán riesce a conseguire la medaglia d'argento. Conclude la stagione con il successo al Gran Piemonte e il terzo posto al Giro di Lombardia.
Nel 2013 partecipa, sempre come gregario, al Giro d'Italia. Riesce a vincere la sua prima tappa al Giro d'Italia nella frazione d'alta montagna con arrivo sull'Altopiano di Montasio e, dopo il ritiro del capitano designato Bradley Wiggins, diventa il leader della squadra; si piazza così secondo nella classifica generale finale della corsa, preceduto dal solo Vincenzo Nibali. In agosto firma quindi un contratto biennale con l'Omega Pharma-Quickstep, valido a partire dalla stagione 2014. Il 29 settembre ai mondiali di Firenze riesce a rimanere nel gruppo di testa che va a giocarsi la corsa (insieme a Rui Costa, Rodriguez, Valverde e Nibali, giunti così all'arrivo), ma cade in discesa e chiude al 41º posto.

### 2014-2015: il biennio Omega Pharma/Etixx e il secondo podio al Giro

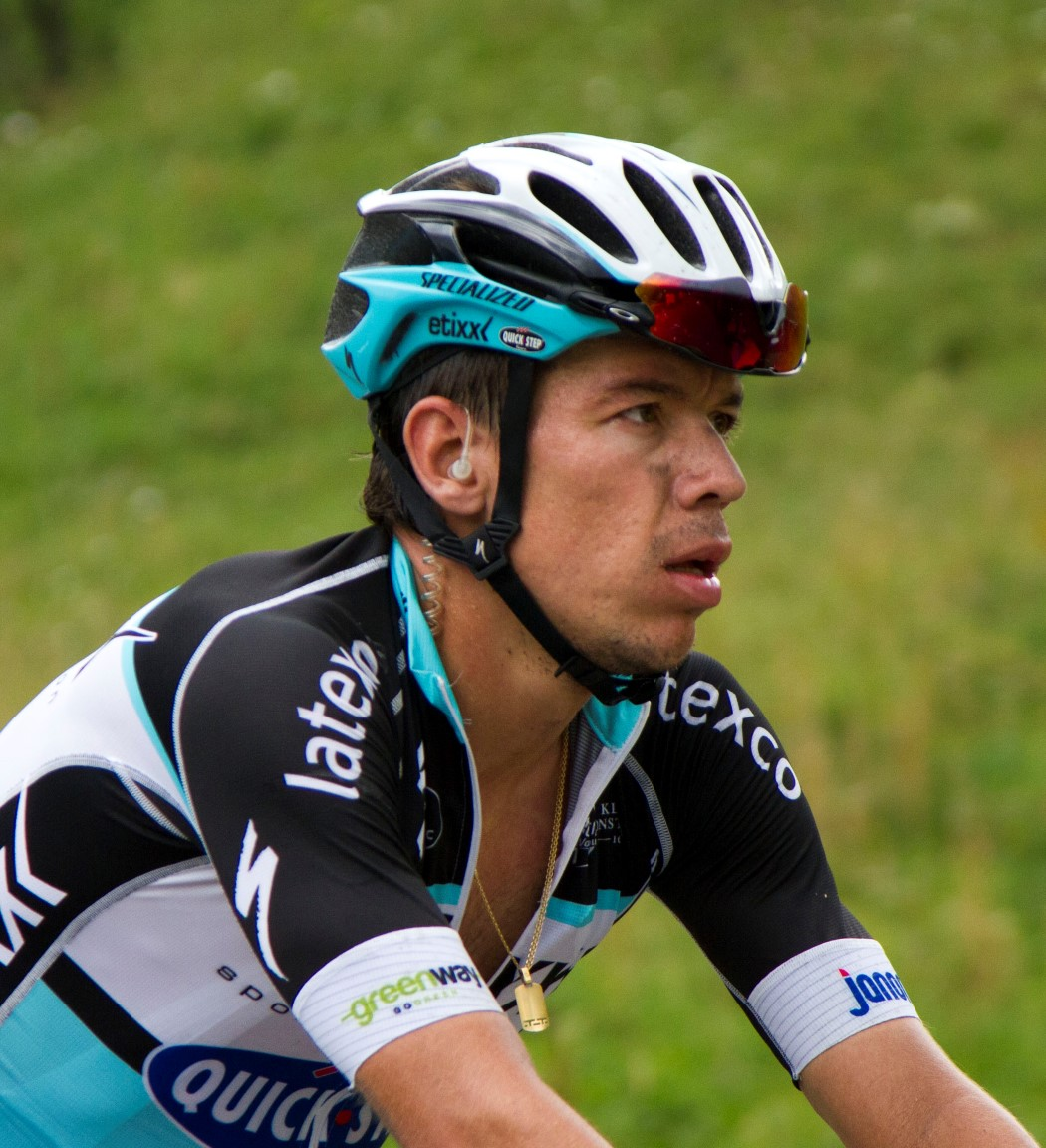
Rigoberto Urán durante una tappa del Tour de France 2015.

Nel 2014 è capitano dell'Omega Pharma-Quickstep al Giro d'Italia. Domina la dodicesima frazione, la cronometro da Barbaresco a Barolo, strappando la maglia rosa a Cadel Evans e distanziando nettamente in classifica generale tutti i rivali, tra cui lo stesso Evans e il connazionale Nairo Quintana. Tiene la maglia per i cinque giorni successivi mettendo la squadra a controllare la corsa senza troppi patemi d'animo. Perde la maglia al termine della sedicesima tappa, con l'arrivo in salita di Val Martello, quando il connazionale Nairo Quintana, distante 3 minuti e mezzo in classifica generale, con un'azione da lontano partita nella discesa dello Stelvio va a vincere in solitaria conquistando tappa e primo posto della generale. Quintana manterrà il simbolo del primato fino all'arrivo di Trieste, mentre Urán chiuderà di nuovo secondo, come l'anno precedente, a poco meno di 3 minuti da Quintana e davanti a Fabio Aru.
Nel 2015, dopo aver vinto il titolo nazionale a cronometro, è protagonista di una buona primavera in avvicinamento al Giro d'Italia, piazzandosi settimo alla Strade Bianche, terzo alla Tirreno-Adriatico, quinto alla Volta Ciclista a Catalunya e quinto al Tour de Romandie. Al Giro subito seguente riesce a rimanere con i migliori per le prime due settimane di corsa, risalendo fino al quarto posto della generale al termine della cronometro di Valdobbiadene. L'indomani, nella tappa con il Passo Daone e l'arrivo a Madonna di Campiglio, va però in crisi e giunge al traguardo a 8'00" dal vincitore di giornata Mikel Landa, scivolando al quindicesimo posto della generale; concluderà quattordicesimo, a 28'26" dal vincitore finale Contador, nonostante due podi di tappa nell'ultima settimana. Dopo il Giro partecipa al Tour de France senza velleità di classifica (ottiene il terzo posto nella frazione alpina di Pra-Loup), mentre in settembre coglie la seconda vittoria stagionale, facendo suo il Grand Prix Cycliste de Québec in Canada con un attacco solitario all'ultimo chilometro. A fine agosto viene intanto annunciato il suo trasferimento alla statunitense Cannondale.

### Dal 2016: le stagioni alla Cannondale/EF e il podio al Tour

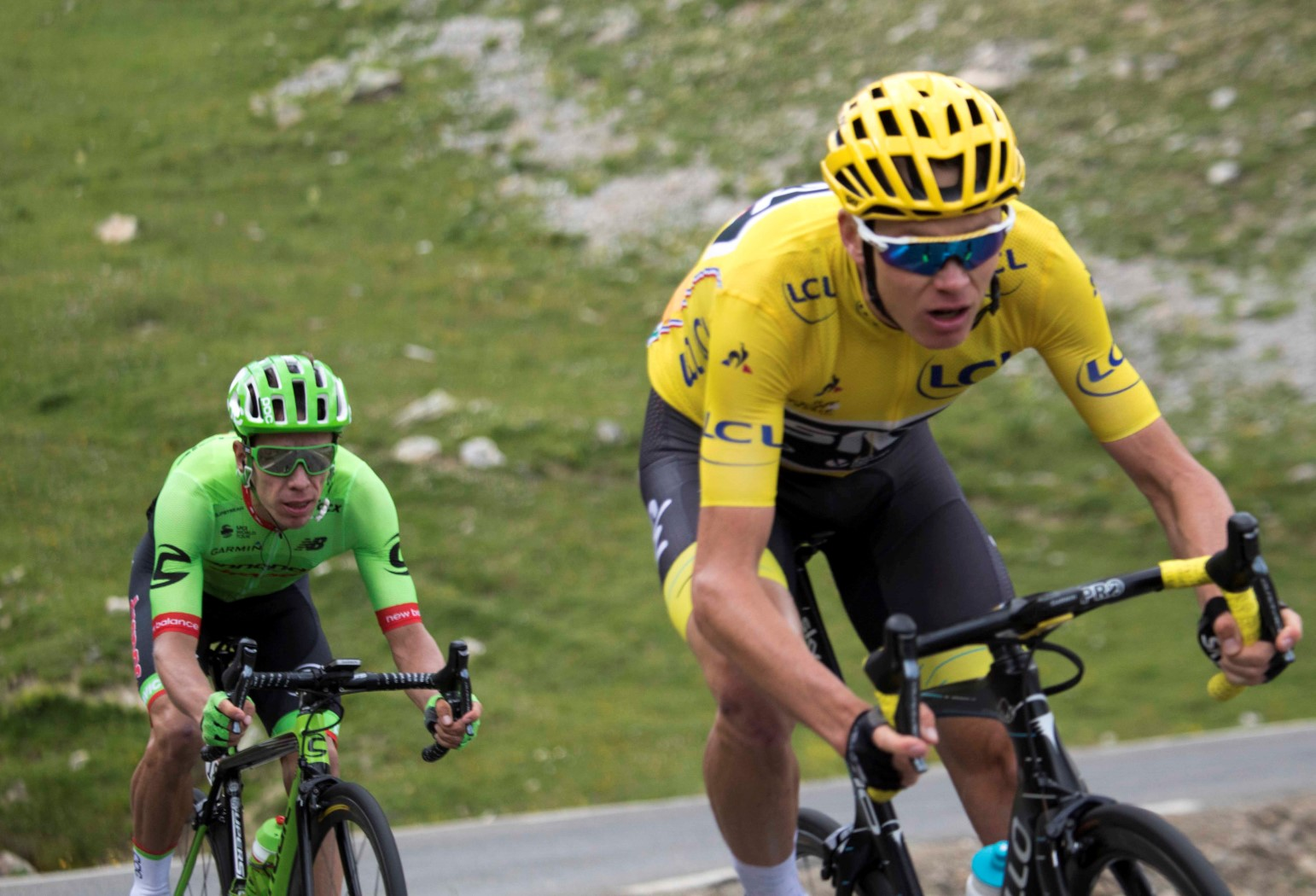
Rigoberto Urán mentre insegue Chris Froome al Tour de France 2017.

Nel 2016 partecipa al Giro d'Italia come capitano della Cannondale. Dopo le prime due settimane difficili a causa sia di una bronchite che ne condiziona le prestazioni, che di una caduta nella nona tappa, la cronometro del Chianti, cresce nella terza settimana riuscendo a tenere il passo dei migliori in salita; risale così fino al settimo posto finale in classifica generale. Ad ottobre, dopo i terzi posti al Giro dell'Emilia e alla Milano-Torino, si presenta al via del durissimo Giro di Lombardia, che prevede oltre 5000 metri di dislivello, da favorito. Durante la corsa fa selezione in salita, a più di 30 km dall'arrivo, insieme a Esteban Chaves e Diego Rosa, i quali riescono poi a batterlo nella volata a tre finale a Bergamo Alta. Chiude quindi la classica lombarda al terzo posto per la terza volta in carriera, dopo le edizioni del 2008 e 2012.
Nel 2017, dopo alcuni piazzamenti in gare primaverili, partecipa al Tour de France puntando alla classifica generale. Nel corso della nona tappa, con arrivo a Chambéry, viene coinvolto marginalmente nella caduta che costringe al ritiro Richie Porte e che gli causa la rottura del cambio lungo la discesa del Mont du Chat; nonostante l'inconveniente vince la tappa imponendosi in volata su Warren Barguil e Chris Froome. In salita è sempre tra i più brillanti, conclude infatti secondo sia nella tappa pirenaica di Peyragudes che nella tappa alpina con arrivo a Serre Chevalier, salendo al secondo posto della generale a 27" da Froome. Dopo aver perso temporaneamente il piazzamento a favore di Romain Bardet sull'Izoard, recupera nella decisiva cronometro di Marsiglia, scalzando nettamente l'avversario dal secondo gradino del podio, e chiude a soli 54" dal vincitore Froome. Dopo il terzo posto al Giro dell'Emilia, a inizio ottobre si aggiudica in solitaria la 98ª edizione della Milano-Torino. Nel 2018 non brilla in nessuna competizione e si ritira dal Tour. Nel 2019 e' settimo al Tour e si ritira alla Vuelta.

### 2021-2024, il 10º posto al Tour e 9°alla Vuelta e il ritiro
Dal 2021 Rigoberto Uran rimane con la EF, ottiene un buono 10º posto al Tour 2021 e un 9º posto alla Vuelta 2021.
Dopo questi buoni risultati Rigoberto arriva al Tour 2022 come capitano della squadra, ma poi si decide che Neilson Powless, sarebbe stato il nuovo capitano della squadra.

## Palmarès

### Strada
- 2004 (Juniores)

Classifica generale Vuelta del Porvenir de Colombia
Classifica generale Vuelta de la Juventud Venezuela
- 2005 (Juniores)

Classifica generale Vuelta del Porvenir de Colombia
Campionati colombiani, Prova in linea Juniores
- 2007 (Unibet.com, due vittorie)

2ª tappa, 2ª semitappa, Euskal Bizikleta (Abadiño > Abadiño, cronometro)
8ª tappa Tour de Suisse (Innertkirchen > Schwarzsee)
- 2012 (Sky Procycling, due vittorie)

4ª tappa Volta Ciclista a Catalunya (Tremp > Ascó)
Gran Piemonte
- 2013 (Sky Procycling, una vittoria)

10ª tappa Giro d'Italia (Cordenons > Altopiano del Montasio)
- 2014 (Omega Pharma-Quickstep Cycling Team, una vittoria)

12ª tappa Giro d'Italia (Barbaresco > Barolo, cronometro)
- 2015 (Etixx-Quick Step, due vittorie)

Campionati colombiani, Prova a cronometro
Grand Prix Cycliste de Québec
- 2017 (Cannondale-Drapac, due vittorie)

9ª tappa Tour de France (Nantua > Chambéry)
Milano-Torino
- 2018 (Team EF Education First-Drapac by Cannondale, due vittorie)

5ª tappa Colombia Oro y Paz (Pereira > Salento)
3ª tappa Giro di Slovenia (Slovenske Konjice > Celje)
- 2021 (EF Education-Nippo, una vittoria)

7ª tappa Tour de Suisse (Disentis-Sedrun > Andermatt, cronometro)
- 2022 (EF Education-EasyPost, una vittoria)

17ª tappa Vuelta a España (Aracena > Monasterio de Tentudía)

#### Altri successi
- 2007 (Unibet.com)

4ª tappa Clásica de Rionegro
- 2009 (Caisse d'Epargne)

4ª tappa Vuelta Gobernacion Norte de Santander (San José de Cùcuta)
- 2012 (Team Sky)

Classifica giovani Giro d'Italia
- 2013 (Sky Procycling)

2ª tappa Giro d'Italia (Ischia > Forio, cronosquadre)
- 2014 (Omega Pharma-Quickstep Cycling Team)

1ª tappa Tirreno-Adriatico (Donoratico > San Vincenzo, cronosquadre)
- 2019 (EF Education First)

1ª tappa Tour Colombia 2.1 (Medellín > Medellín, cronosquadre)
- 2020 (EF Pro Cycling)

1ª tappa Tour Colombia 2.1 (Tunja, cronosquadre)

### Pista
- 2005

Campionati colombiani, Inseguimento individuale Juniores
Campionati colombiani, Corsa a punti Juniores
Campionati colombiani, Scratch Juniores

## Piazzamenti

### Grandi Giri
- Giro d'Italia

2010: 35º
2012: 7º
2013: 2º
2014: 2º
2015: 14º
2016: 7º
2023: non partito (10ª tappa)
- Tour de France

2009: 49º
2011: 23º
2015: 42º
2017: 2º
2018: non partito (12ª tappa)
2019: 7º
2020: 8º
2021: 10º
2022: 25º
2023: 71º
- Vuelta a España

2010: 33º
2012: 29º
2013: 27º
2014: non partito (17ª tappa)
2018: 7º
2019: ritirato (6ª tappa)
2022: 8º
2024: ritirato (6ª tappa)

### Classiche monumento
- Milano-Sanremo

2010: 81º
- Liegi-Bastogne-Liegi

2009: 102º
2011: 5º
2012: ritirato
2013: 53º
2017: 21º
2018: 54º
2020: 15º
2022: ritirato
2024: ritirato
- Giro di Lombardia

2008: 3º
2009: 20º
2010: 11º
2011: 19º
2012: 3º
2013: ritirato
2014: ritirato
2016: 3º
2017: 22º
2018: 4º
2021: 56º
2022: 21º
2023: 35º

### Competizioni mondiali
- Campionati del mondo su strada

Vienna 2005 - Cronometro Juniores: 12º
Vienna 2005 - In linea Juniores:  ritirato 
Salisburgo 2006 - Cronometro Under-23: 25º
Salisburgo 2006 - In linea Under-23: 31º
Mendrisio 2009 - In linea Elite: 101º
Copenaghen 2011 - In linea Elite: 135º
Limburgo 2012 - In linea Elite: 23º
Toscana 2013 - In linea Elite: 41º
Ponferrada 2014 - In linea Elite: 27º
Richmond 2015 - Cronosquadre: 2º
Richmond 2015 - Cronometro Elite: 51º
Richmond 2015 - In linea Elite: 32º
Doha 2016 - In linea Elite:  non partito 
Bergen 2017 - In linea Elite: 27º
Innsbruck 2018 - In linea Elite: 33º
Imola 2020 - In linea Elite: 24º
Fiandre 2021 - Cronometro Elite: 34º
Fiandre 2021 - In linea Elite: ritirato
Glasgow 2023 - In linea Elite: ritirato
- Campionati del mondo su pista

Vienna 2005 - Inseguimento individuale Juniores: 20º
Vienna 2005 - Corsa a punti Juniores: 9°
- Giochi olimpici[21]

Pechino 2008 - In linea: ritirato
Londra 2012 - In linea: 2º
Rio de Janeiro 2016 - In linea: ritirato
Tokyo 2020 - In linea: 8º
Tokyo 2020 - Cronometro: 8º